# Campeonato Brasileiro Feminino de Futebol Americano
O Campeonato Brasileiro Feminino de Futebol Americano, oficialmente Liga BFA - Feminino, é uma competição brasileira de futebol americano criada pela Liga Feminina de Futebol Americano (LIFEFA) em 2014 com o nome de Torneio End Zone. Atualmente é organizada pela Liga Brasil Futebol Americano (Liga BFA) sob chancela da Confederação Brasileira de Futebol Americano (CBFA).

## História
A equipe do Cariocas FA conquistou o primeiro título do Torneio End Zone organizado pela LIFEFA em 2014 ao derrotar o Cuiabá Angels na final.
A competição foi organizada pela LIFEFA até 2015. No Torneio End Zone 2015, Cariocas FA conquistou o bicampeonato ao derrotar o Vasco da Gama Patriotas na final.
Em 2016 as quatro times participantes, Cariocas FA, Corinthians Steamrollers, Sinop Coyotes e Vasco da Gama Patriotas, substituem a LIFEFA e organizam o Campeonato Brasileiro Feminino de Futebol Americano, o primeiro sem o nome Torneio End Zone e o primeiro disputando com pontos corridos.
O Sinop Coyotes foi campeão disputando a competição pela primeira vez com campanha de duas vitória e uma derrota, mesma campanha de Cariocas FA e Vasco Patriotas, porém com melhor saldo de pontos.
Em 2018, com o nome de Copa do Brasil de Futebol Americano, a competição foi organizada pela Liga Nacional de Futebol Americano (LNFA) sob chancela da Confederação Brasileira de Futebol Americano após duas edições organizadas pelos times.
O Sinop Coyotes conquistou o bicampeonato de forma invicta ao derrotar o Big Riders FA na final.
A partir de 2019, a Liga BFA passou a organizar a competição sob a chancela da CBFA com o nome Liga BFA - Feminino. O Curitiba Silverhawks conquistou o título de forma invicta ao derrotar de virada o Bangu Castores na final após está perdendo por 20 a 0, terminou vencendo o jogo por 21 a 20.

## Títulos por equipe
Com asterisco (*) referente ao Brasileirão CBFA.
| Clube                | Títulos              | Vices                |
| -------------------- | -------------------- | -------------------- |
| Cariocas FA[CAR]     | 3 (2014, 2015, 2017) | 1 (2016)             |
| Portuguesa FA        | 2 (2022*, 2022)      | 1 (2023)             |
| Curitiba Silverhawks | 2 (2019,2023)        | 1 (2022)             |
| Sinop Coyotes        | 2 (2016, 2018)       | 0                    |
| Big Riders FA[RID]   | 0                    | 3 (2015, 2017, 2018) |
| Cold Killers         | 0                    | 1 (2022*)            |
| Bangu Castores       | 0                    | 1 (2019)             |
| Cuiabá Angels        | 0                    | 1 (2014)             |

## Títulos por estado
Com asterisco (*) referente ao Brasileirão CBFA.
| Clube          | Títulos              | Vices                            |
| -------------- | -------------------- | -------------------------------- |
| Rio de Janeiro | 3 (2014, 2015, 2017) | 5 (2015, 2016, 2017, 2018, 2019) |
| Paraná         | 2 (2019, 2023)       | 2 (2022*, 2022)                  |
| Mato Grosso    | 2 (2016, 2018)       | 1 (2014)                         |
| São Paulo      | 2 (2022*, 2022)      | 1 (2023)                         |